# Gymnasium (Oldtidens Grækenland)
Et Gymnasium i det antikke Grækenland fungerede som træningsanlæg for konkurrenterne af offentlige spil. Det var også et sted for socialt samvær og til engagement i intellektuelle sysler. Navnet stammer fra det oldgræsk: gymnós som betyder "nøgen". Atleter konkurrerede nøgen, en praksis der siges at fremme æstetisk påskønnelse af den mandlige krop og en hyldest til guderne. Gymnasium og Palæstra (bryde-skoler) var under beskyttelse af Herakles, Hermes, og i Athen, Theseus.